# 패널티 킥을 맞은 골키퍼의 불안
《패널티 킥을 맞은 골키퍼의 불안》(Die Angst Des Tormannes Beim Elfmeter)은 독일(구 서독)에서 제작된 빔 벤더스 감독의 1972년 영화이다. 아서 브로스 등이 주연으로 출연하였다. 페터 한트케의 동명의 희극을 각색한 것으로서 벤더스와 한트케가 공동으로 각본을 썼다.

## 출연

### 주연
- 아서 브로스

### 조연
- 카이 피셔
- 리브가르트 슈와즈
- 루디거 보글러
- 빔 벤더스